# Falsohippopsicon albosternale
Falsohippopsicon albosternale là một loài bọ cánh cứng trong họ Cerambycidae.